# جوزپه سانمارتینو

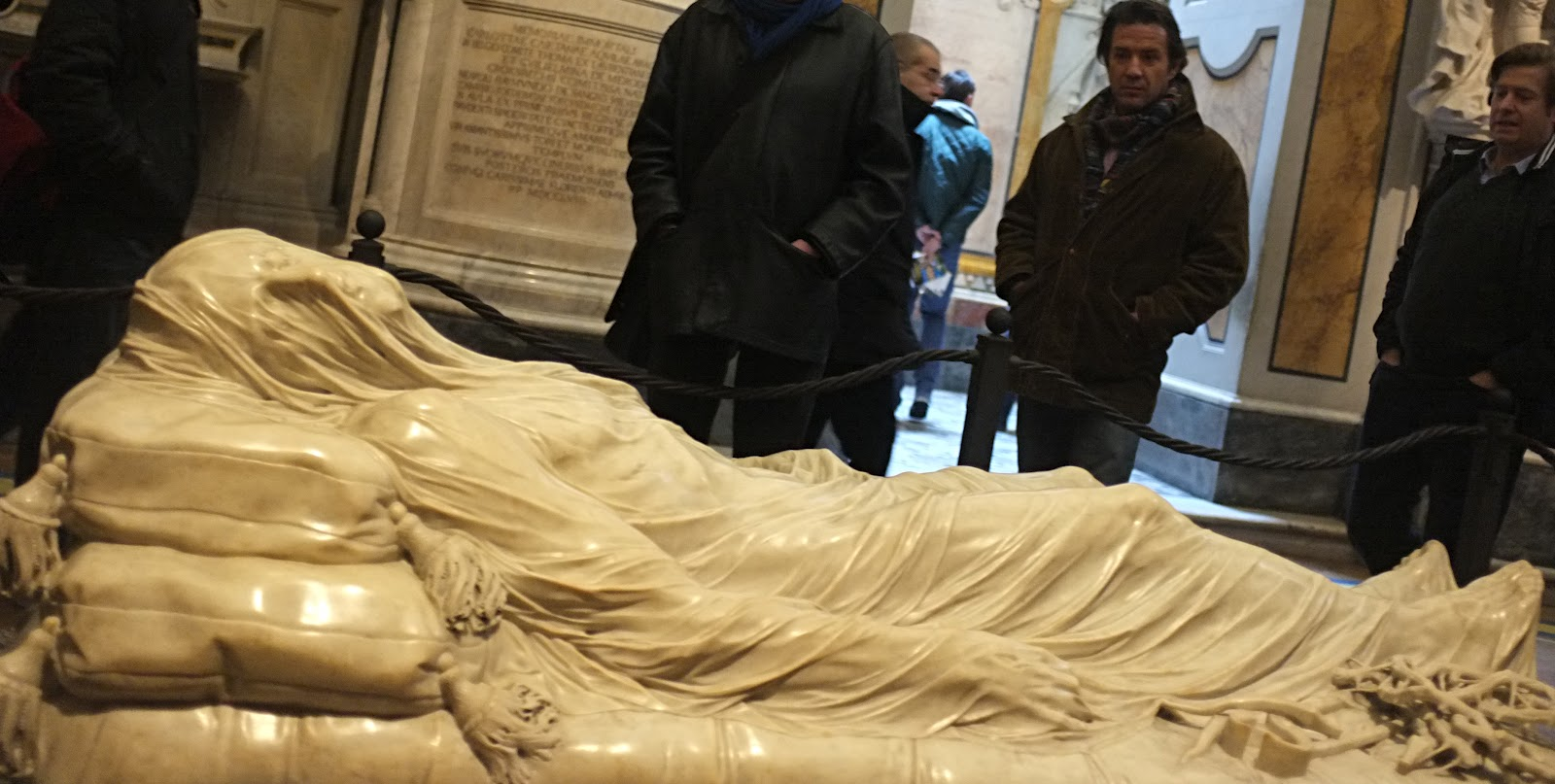
تندیس مسیح در لفافه در کاپلا سانسه‌ورو در ناپل، ایتالیا

جوزپه سانمارتینو (ایتالیایی: Giuseppe Sanmartino؛ ‏ ۱۷۲۰ – ۱۲ دسامبر ۱۷۹۳) مجسمه‌ساز اهل ایتالیا بود.
اثر مشهور او تندیس مسیح در لفافه (مسیح زیر ملحفهٔ توری) نام دارد که از جنس سنگ مرمر است و در کاپلا سانسه‌ورو در ناپل قرار دارد. وی همچنین تندیس یادمان اینفانت فیلیپ و چندین تابلوی ولادت نیز ساخته‌است.